# Kuld
Kuld er betegnelsen for at flere unger eller æg er blevet født næsten samtidigt, af den samme mor. Hos pattedyr, krybdyr, fisk og insekter sker fødslen indenfor timer og hos fugle indenfor dage.

## Ekstern henvisning
- Kuld,3 – Ordbog – ODS – ordnet.dk

| Dyr | Spire Denne artikel om dyr er en spire som bør udbygges. Du er velkommen til at hjælpe Wikipedia ved at udvide den. |